# Atheliaceae
Atheliaceae is een familie van schimmels behorend tot de orde van Atheliales. De familie bevat 17 geslachten en 92 soorten (peildatum december 2021).

## Geslachten
De familie Atheliaceae bestaat uit de volgende geslachten:
| Geslachtsnaam   | Auteur(s)               | Publicatiejaar | Aantal soorten |
| --------------- | ----------------------- | -------------- | -------------- |
| Amphinema       | P. Karst.               | 1892           | 4              |
| Athelia         | Pers.                   | 1822           | 39             |
| Athelicium      | K.H. Larss. & Hjortstam | 1986           | 2              |
| Athelocystis    | Hjortstam & Ryvarden    | 2010           | 1              |
| Butlerelfia     | Weresub & Illman        | 1980           | 1              |
| Byssocorticium  | Bondartsev & Singer     | 1944           | 9              |
| Elaphocephala   | Pouzar                  | 1983           | 1              |
| Fibulomyces     | Jülich                  | 1972           | 4              |
| Hypochnella     | J. Schröt               | 1888           | 1              |
| Leptosporomyces | Jülich                  | 1972           | 11             |
| Lobulicium      | K.H. Larss. & Hjortstam | 1982           | 1              |
| Lyoathelia      | Hjortstam & Ryvarden    | 2004           | 1              |
| Melzericium     | Hauerslev               | 1975           | 3              |
| Mycostigma      | Jülich                  | 1976           | 1              |
| Piloderma       | Jülich                  | 1969           | 7              |
| Pteridomyces    | Jülich                  | 1979           | 4              |
| Tylospora       | Donk                    | 1960           | 2              |